# Gogolewo (powiat gostyński)
Gogolewo – wieś w Polsce położona w województwie wielkopolskim, w powiecie gostyńskim, w gminie Krobia.

## Historia
Wieś pierwotnie związana była z Wielkopolską. Ma metrykę średniowieczną i istnieje co najmniej od połowy XIII wieku. Wymieniona została w łacińskim dokumencie datowanym na 1240 pod nazwą Gogolyewo, 1310 Gogalow, 1394 Gogolowo, 1396 Gogolewo, 1420 Gogolewa.
Tereny, na których leży miejscowość, były jednak zamieszkane wcześniej niż odnotowują to zachowane, historyczne dokumenty. Na południowy zachód od miejscowości, na zboczu wzniesienia oraz na południe od wsi, nad rzeką Dąbroczna archeolodzy odkryli pozostałości prawdopodobnie osad o nie ustalonej chronologii, które szacunkowo datowane są na X-XI wiek.
Wieś początkowo była własnością kościelną, a później szlachecką należącą do lokalnej szlachty wielkopolskiej z rodu Gogolewskich, którzy od nazwy wsi przyjęli odmiejscowe nazwisko. Później także do innych rodów Górskich, Rosnowskich, Jaskuleckich. W 1310 Gogolewo włączone zostało do dystryktu Poniec utworzonego przez księcia śląskiego i wielkopolskiego dziedzica Królestwa Polskiego Henryka III głogowskiego. W 1409 leżała w powiecie kościańskim Korony Królestwa Polskiego. W 1510 miejscowość leżała w parafii Krobia.
Pierwszy zachowany zapis o wsi pochodzi z 1240 kiedy biskup poznański nadał kościołowi w Nieparcie dziesięciny, m.in. z Gogolewa.
W latach 1394–1418 jako właścicieli we wsi odnotowano braci Marcina oraz Wernera Zevicz, Szevicz lub Zenwicz, którzy od nazwy wsi przyjęli nazwisko Gogolewskich. W 1394 bracia ci poręczają staroście za swego brata stryjecznego Henryka. W 1407 Frycz Jutrosiński z Jutrosina w powiecie pyzdrskim toczył spór sądowy z Marcinem oraz Wernerem z Gogolewa zaprzysięgając, że nie mają oni na swojej dziedzinie w Gogolewie więcej niż 200 grzywien. Sąd przysądził Gogolewo Fryczowi, który do Bożego Narodzenia miał zapłacić braciom 200 grzywien, a jeśli tego nie uczyni, mogli oni pozostać w Gogolewie dopóki Frycz ich nie spłaci.
W 1446 Małgorzata ze Skoraszewic sprzedała swej nepotce (bratanicy lub siostrzenicy) Małgorzacie z Gołaszyna czwartą część dworu w Gogolewie za 5 grzywien półgroszy. W 1456 Ścibor z Niepartu zapisał żonie Elżbiecie 300 grzywien posagu na Nieparcie oraz na połowie Gogolewa, wyłączając w to dwór oraz folwark. W latach 1481–1487 właścicielką majętności we wsi była Agnieszka z Niepartu. W 1481 w asyście stryja kanonika poznańskiego Jana z Iłówca Wielkiego oraz wuja Piotra z Opalenicy odstąpiła mężowi chorążemu kaliskiemu Benedyktowi Górskiemu trzecie części we wsiach Niepart z trzecią częścią fortalicji, a także swoje majętności w Gogolewie oraz Ciołkowie. W 1487 kasztelan lądzki oraz starosta wschowski Wojciech Górski jako stryj oraz opiekun nieletnich Feliksa i Elżbiety dzieci zmarłego Benedykta Górskiego chorążego kaliskiego wraz z ich wujem Piotrem z Opalenicy zapisał Agnieszce żonie Stanisława Imbira z Objezierza oraz matce Feliksa i Elżbiety po 500 grzywien szer. półgroszy posagu oraz wiana na 1/3 dóbr ojcowskich tychże Feliksa i Elżbiety. W skład tych majętności wchodziły miejscowości Niepart, Gogolewo i Ciołkowo.
W 1517 Feliks Górski sprzedał katedrze poznańskiej 15 grzywien czynszu rocznego na dziedzinach Niepart, Gogolewo i Ciołkowo z zastrzeżeniem prawa wykupu za 200 kóp groszy. Tego roku zapisuje wikariuszom katedry poznańskiej 16 grzywien czynszu rocznego na dziedzinach Niepart, Gogolewo i Ciołkowo od sumy głównej 200 grzywien. W 1534 nastąpił podział dóbr Niepart, Gogolewo, Ciołkowo i Przyborowo pomiędzy kanonika poznańskiego Stanisława, stolnika poznańskiego Andrzeja, Katarzynę żonę Kaspra Dłuskiego, Zofię żonę Andrzeja Sobockiego, rodzeństwa z Objezierza oraz rodzeństwa Benedykta, Jakuba, Marcina, Jana, Agnieszkę Rosnowskich.
W 1510 Gogolewo i Niepart należały do tych samych dziedziców. W tym roku miejscowość liczyła 16,5 łana osiadłego, 5 łanów opuszczonych oraz dwa folwarki. W 1530 miał miejsce pobór z 9 łanów po 8 groszy. Kolejne 4 łany zostały zwolnione z płacenia podatków ponieważ spaliły się w trakcie pożaru. W 1563 miał miejsce pobór z majętności należących do Rosnowskich, czyli z 12 łanów oraz karczmy dorocznej. Z majątku Jaskuleckiej pobrano natomiast podatki od 2 łanów. W 1580 mieł miejscec pobór podatkowy z 10 łanów oraz od 3 zagrodników.
Wieś Gogoliewo położona była w 1580 roku w powiecie kościańskim województwa poznańskiego w Rzeczypospolitej Obojga Narodów.
Wskutek II rozbioru Polski w 1793 wieś przeszła pod władanie Prus i jak cała Wielkopolska znalazła się w zaborze pruskim. W okresie Wielkiego Księstwa Poznańskiego (1815-1848) miejscowość wzmiankowana jako Gogolewo należała do wsi większych w ówczesnym pruskim powiecie Kröben (krobskim) w rejencji poznańskiej. Gogolewo należało do okręgu sarnowskiego tego powiatu i stanowiło – wraz z Marcelinowem (1 dom, 10 mieszk.) – odrębny majątek, którego właścicielem był wówczas (1846) Marceli Czarnecki. Według spisu urzędowego z 1837 roku Gogolewo liczyło 386 mieszkańców, którzy zamieszkiwali 41 dymów (domostw).
Wieś rycerska, własność Wiktora Czarneckiego, położona była w 1909 roku w powiecie gostyńskim rejencji poznańskiej w Wielkim Księstwie Poznańskim.
W latach 1975–1998 miejscowość należała administracyjnie do województwa leszczyńskiego.
W miejscowości działało Państwowe Gospodarstwo Rolne – Stadnina Koni Gogolewo. W latach 1954–1958 oraz od 1961 roku do chwili obecnej jednostką nadrzędną jest Stadnina Koni Pępowo, obecnie Stadnina Koni Pępowo Sp. z o.o. z siedzibą w Gogolewie

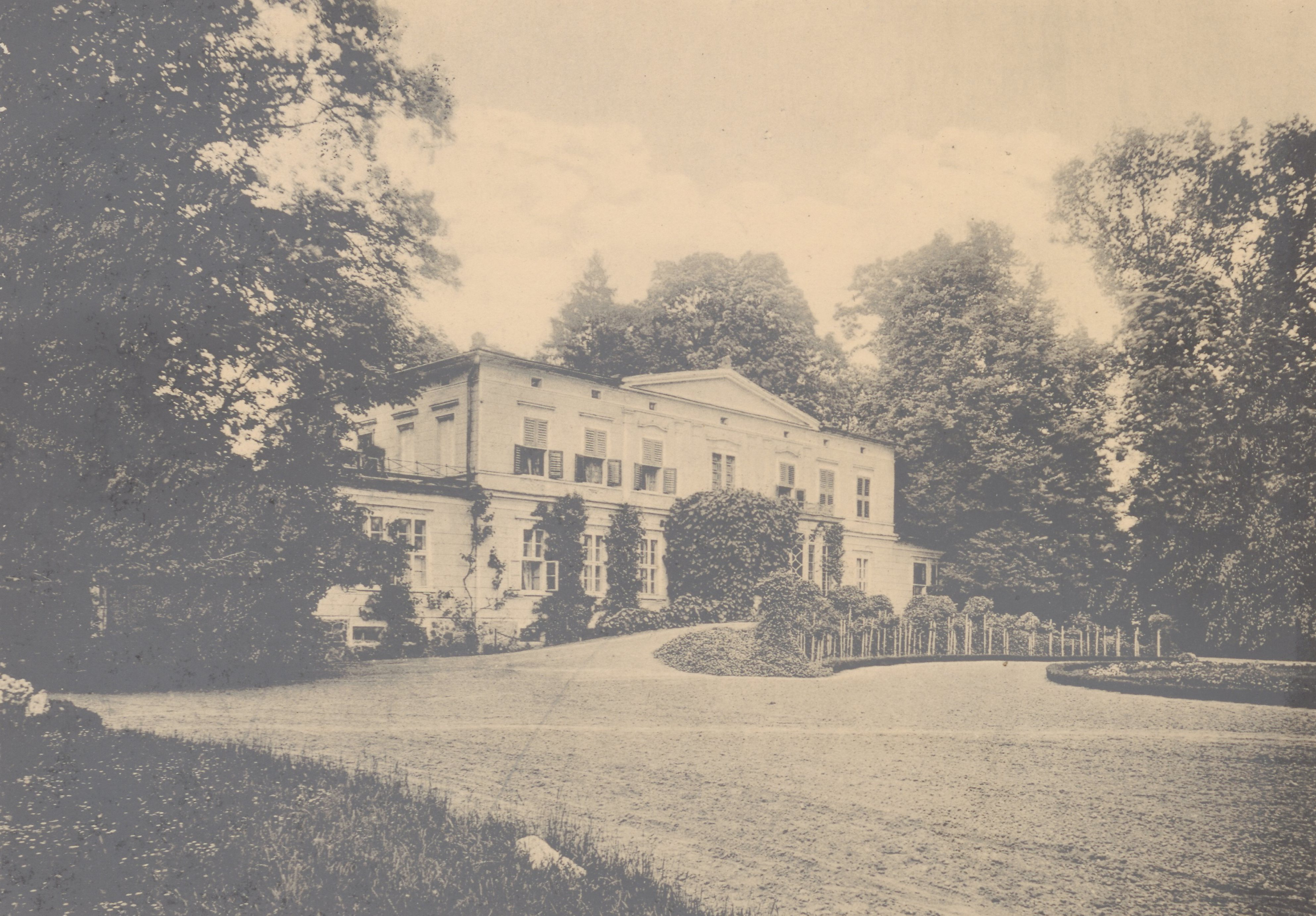
Widok pałacu przed 1912